# 藁算
藁算（わらざん）は、琉球王国の時代に結び目のある藁を使用した記録保持のシステムである。
紐の結び目の形で数を表現する結縄の代表例である。琉球諸島では文字の使用を許されなかった庶民の間の記録法としてスーチューマやカイダ文字などと並んで慣習的に使用されていた。スーチューマやカイダ文字は比較的上層の人々が用いたのに対して、一般庶民は、藁あるいはイグサの結び方によって数量を表す方法を用いた。藁やイグサの他には、アダンの気根、ビロウ、ソテツ、ススキなどが利用された。また、地域によって用途や形状に差異が見られ、呼称もワラザン、バラザン、パラザン、ワラザイ、ワラサニなど多岐にわたる。尚真王が即位した1477年から1637年までの間に成立したと見られる。
結縄の例として、南米のインカ帝国のキープも同様のものである。

### 書籍
- 泉靖一『インカ帝国: 砂漠と高山の文明』岩波書店〈岩波新書〉、1959年6月20日。ASIN 400413062X。ISBN 4-00-413062-X。OCLC 1461567335。
- 木村靖二、岸本美緒、小松久男 編『詳説世界史研究』山川出版社、2017年12月3日。ASIN 4634030888。ISBN 978-4-634-03088-6。OCLC 1019696273。全国書誌番号:22988941。

### 論文
- 宮田義美「沖縄の結縄（藁算）の数学史における位置」『津田塾大学数学・計算機科学研究所報』第39号、津田塾大学、2018年、227-276頁、NAID 40021556996、国立国会図書館書誌ID:029012139。
- 金城松栄、小田切忠人「琉球における算術の研究(1) －わら算（結縄算）－」『琉球大学教育学部紀要』第24号、琉球大学、1980年12月、1-9頁、hdl:20.500.12000/12370、NAID 120001509412、国立国会図書館書誌ID:2238280。
- 赤嶺守『琉球大学資料にみる八重山の自然と暮らし』琉球大学附属図書館、2017年11月。